# Kolt Sogn
Kolt Sogn er et sogn i Århus Søndre Provsti (Århus Stift).
I 1800-tallet var Kolt Sogn anneks til Ormslev Sogn. Begge sogne hørte til Ning Herred i Aarhus Amt. Ormslev-Kolt sognekommune blev ved kommunalreformen i 1970 indlemmet i Aarhus Kommune.
I Kolt Sogn ligger Kolt Kirke.
I sognet findes følgende autoriserede stednavne:
- Bering (bebyggelse, ejerlav)
- Edslev (bebyggelse, ejerlav)
- Edslev Knude (bebyggelse)
- Enslev (bebyggelse, ejerlav)
- Hasselager (bebyggelse, ejerlav)
- Kattrup (bebyggelse, ejerlav)
- Kolt (bebyggelse, ejerlav)
- Kolt Skov (areal, bebyggelse)
- Kunnerup (bebyggelse, ejerlav)
- Langhøj (areal)
- Lemming (bebyggelse, ejerlav)
- Stavtrup (bebyggelse, ejerlav)